# Methia batesi
Methia batesi är en skalbaggsart som beskrevs av Chemsak och Linsley 1971. Methia batesi ingår i släktet Methia och familjen långhorningar. Inga underarter finns listade i Catalogue of Life.